# El Colladico
El Colladico  es un pueblo aragonés de la provincia de Teruel y comarca del Jiloca, perteneciente al municipio de Loscos. Su población era de 4 habitantes en 2007.

## Toponimia
Cuando se cobran las primicias de 1279-1280 y en la manifestación del Morabetín de 1373 se escribe El collado de Por Estevan. En el Fogaje de 1495 se escribe Collado. La gente de la zona lo clama hoy El Colladico.

## Geografía
Está situado entre Bádenas y Piedrahíta, entre la sierra de Cucalón y Piedratallada, a 1190 m sobre el nivel del mar. Está a una distancia de 30 km de Calamocha. Hay bosques de avellanos y acebos.

## Historia
Perteneció a la Sexma de Trasierra de la Comunidad de Daroca. 
En el censo de 1857 el municipio de El Colladico había desaparecido, al ser absorbido por el término de Piedrahíta. En el censo de 1930 El Colladico aparecía de nuevo segregado de Piedrahìta. El municipio de El Colladico desapareció finalmente en 1970, al ser incorporado junto con los de Mezquita de Loscos y Piedrahíta al de Loscos.
Después de despoblarse lo vendieron y se convirtió en un coto de caza.

## Demografía
| Gráfica de evolución demográfica de El Colladico entre 1842 y 1960 |
| |
| Población de derecho según los censos de población del INE Población de hecho según los censos de población del INEEntre el censo de 1930 y el anterior, aparece este municipio porque se segrega del municipio 44511 (Piedrahíta) Entre el censo de 1857 y el anterior, este municipio desaparece porque se integra en el municipio 44511 (Piedrahíta) Entre el censo de 1970 y el anterior, este municipio desaparece porque se integra en el municipio 44138 (Loscos) |